# 海羽超史郎
海羽超史郎（みわ ちょうしろう、1979年 -）は日本の小説家、ライトノベル作家。大阪府出身。

## 略歴
第7回電撃ゲーム小説大賞にて<選考委員奨励賞>を受賞。

受賞作品の『天剣王器』（文庫化された際の題名は『天剣王器　Dual Load,Reversion』）で電撃文庫よりデビュー。

受賞当時は大学心理学部に在学中であった。だが『ラスト・ビジョン』を最後に9年間沈黙していたが、2010年STEINS;GATEのノベライズ『STEINS;GATE 円環連鎖のウロボロス』にて復活を果たす。
講演によれば、突然書けなくなり一時作家を辞め就職していたとのことである。

## 作品リスト
- 天剣王器 Dual Lord,Reversion（電撃文庫、2001年7月）
- ラスト・ビジョン（電撃文庫、2001年10月）
- STEINS;GATE 円環連鎖のウロボロス①〜②（富士見ドラゴンブック、2010年8月〜2011年3月）
- STEINS;GATE 比翼連理のアンダーリン①〜③（富士見ドラゴンブック、2011年12月〜2012年8月）
- プログレス・イヴ Ange Chronicle Side:BLACK（富士見ファンタジア文庫、2013年10月）
- バベロニカ・トライアル 西春日学派の黄昏（電撃文庫、2014年9月）